# Schwedenkreuz (Dillingen)
Das Schwedenkreuz (auch als Bodinetskreuz oder Pestkreuz bezeichnet) von 1771 steht auf dem Hillenplatz an der Ostseite der Kirche St. Johann im saarländischen Dillingen.

## Geschichte

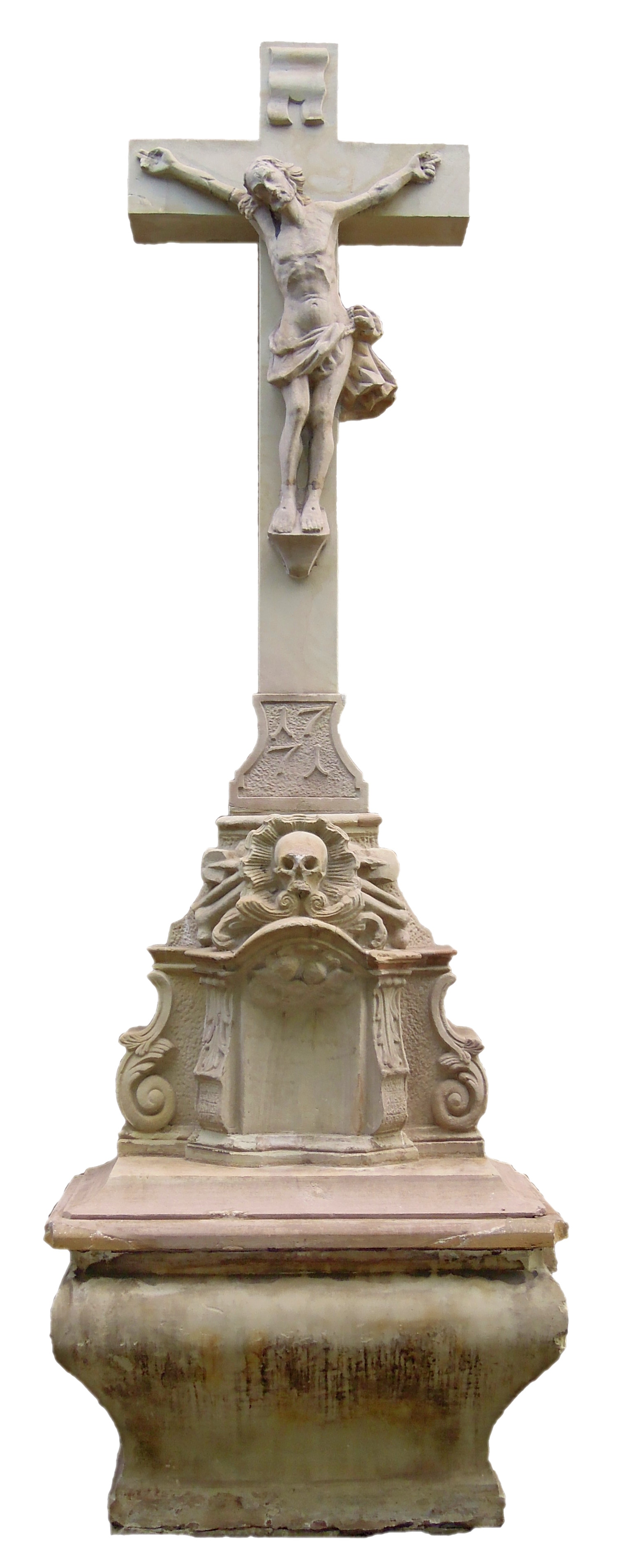
Schwedenkreuz

Das Kreuz wird auch Bodinetskreuz genannt, weil es früher am Giebel des Hauses Bodinet an der Ecke Schulstraße, Merziger Straße, etwa siebzig Meter nördlich des heutigen Standorts, angebracht war.
Nach Philipp Schmitt ist das Haus Bodinet nach Jakob Bodinet benannt, der als Kanonier unter Marschall Davoust in Hamburg, Wagram, Leipzig und Eylau kämpfte, bei Hanau gefangen wurde und nach Straßburg fliehen konnte.

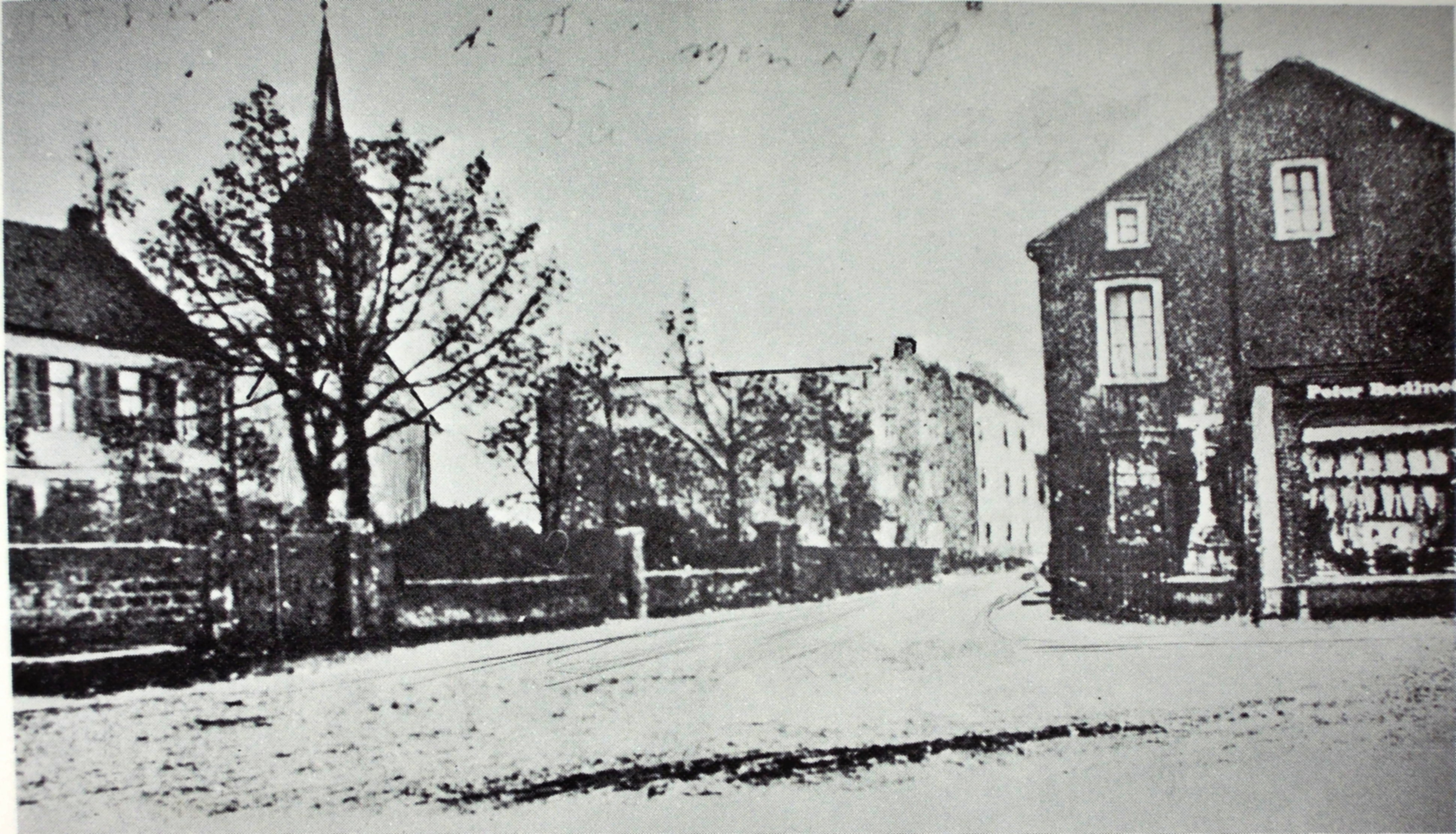
Ursprünglicher Standort am Haus Bodinet

Die in dem barocken Kreuz eingeschriebene Jahreszahl 1771 lässt sich weder dem Schwedischen Krieg (1623–1629) noch dem Schwedischen Krieg (1630–1635) zuordnen. Auch eine Pestepidemie ist aus dieser Zeit nicht überliefert. Demnach bleibt der Ursprung des Kreuzes im Dunkel volkstümlicher Überlieferung verborgen. Zwischenzeitlich stand das Kreuz Giebel des ehemaligen Pfarrhauses, der späteren Gastronomie Johanneshof. Heute steht es an der Fassade der 1845 erbauten Kirche St. Johann.